# Borís Alterman
Borís Alterman (en ucraïnès: Борис Альтерман, nascut el 4 de maig de 1970, a Khàrkiv, llavors a l'RSS d'Ucraïna), és un jugador d'escacs israelià, que té el títol de Gran Mestre des de 1992. El 2010 la FIDE li va atorgar el títol de FIDE Senior Trainer, el màxim títol d'entrenador internacional, i és assessor del programa d'escacs Junior.
A la llista d'Elo de la FIDE de l'octubre de 2020, hi tenia un Elo de 2608 punts, cosa que en feia el jugador número 6 (en actiu) d'Israel. El seu màxim Elo va ser de 2616 punts, a la llista de gener de 1999 (posició 54 al rànquing mundial).

## Biografia i resultats destacats en competició
Va començar a jugar als 7 anys. El 1985, als 15 anys, va guanyar el Campionat d'Ucraïna Sub-18. El 1987 va participar en el Campionat Júnior de la Unió Soviètica més fort de tots els temps, i hi empatà a la primera posició amb Gata Kamsky. Va obtenir el títol de Mestre Internacional el 1991, i el de GM el 1992. Ha guanyat els torneigs (oberts i de GMs) de Haifa 1993, Bad Homburg 1996, Rishon LeZion 1996, Beijing 1995 i 1997, i Múnic 1992.
El desembre de 1997 va participar, a Groningen, al torneig que determinaria el candidat al títol mundial dins el cicle pel Campionat del món de la FIDE de 1998; allà hi vencé Peter Wells en la primera ronda de matxs eliminatoris (1½-½), però fou eliminat en segona ronda per Kiril Gueorguiev (2½-1½). El 1999, actuà com a segon de Kaspàrov en la partida Kaspàrov contra el Món.
Juga pel club d'escacs Rishon LeZion. Fa vídeos ensenyant escacs al lloc web de l'Internet Chess Club, on hi ha creat també una sèrie d'articles anomenada "Gambit Guide" que cobreix obertures com ara el gambit danès, el gambit Cochrane, el gambit Evans, el gambit Budapest, o l'atac Fried Liver.